# 4734 Rameau
4734 Rameau este un asteroid din centura principală, descoperit pe 19 octombrie 1982 de Freimut Börngen.